# Mohamed Ben Brahim
Mohamed Ben Brahim, né à Oujda (Maroc) en 1920, est un joueur professionnel de football.
Il a joué à Sète (1945-1947) puis au FC Nancy (1947-1952). Après avoir quitté le club lorrain, il a joué une saison à Besançon.
Marié avec une française d'origine vosgienne et père de huit enfants, Mohamed Ben Brahim est rentré au Maroc une fois achevée sa carrière de joueur. Il a entraîné le Mouloudia Club d'Oujda puis le KACM, clubs avec lesquels il a remporté 4 coupes du trône.  Il a ensuite occupé des fonctions importantes à la direction de la Jeunesse et des Sports de son pays, avec pour mission de promouvoir le football marocain.